# Esit Eket
Esit Eket è una città della Repubblica Federale della Nigeria appartenente allo Stato di Akwa Ibom. 
È il capoluogo dell'omonima area a governo locale (local government area) che conta una popolazione di 63.701 abitanti.